# Moonsault Scramble
Moonsault Scramble was een shuttle-achtbaan in het Japanse attractiepark Fuji-Q Highland.

## Algemene informatie
De Moonsault Scramble werd ontworpen door Meisho Amusement Machines en de constructie werd uitgevoerd door Okamoto Amusement. De baan opende op 24 juni 1983 voor het publiek. Bij opening was de baan waarschijnlijk de hoogste achtbaan ter wereld maar aangezien het een shuttle-achtbaan was en de achtbaantrein niet exact op het hoogste punt van de baan kwam werd dit record niet erkend.
De baan werd in 2000 gesloten en afgebroken om plaats te maken voor Dodonpa. De ruige rit en de zeer hoge g-krachten (6,2 g) hebben hier waarschijnlijk aan bijgedragen.

## De rit
De achtbaantrein verliet het station voorwaarts waarna de trein middels een kabeloptakeling werd opgetakeld. Hierna reed de trein achteruit door het station, door een Pretzel knot en daarna tegen een heuvel op. Zodra de trein hoog genoeg kwam keerde deze automatisch om en reed vooruit nogmaals door de looping alvorens door een serie banden te worden afgeremd voor het station.